# Мускарінкаси
Мускарінка́си (рос. Мускаринкасы, чув. Мускаринкасси) — присілок у складі Чебоксарського району Чувашії, Росія. Входить до складу Ішлейського сільського поселення.
Населення — 285 осіб (2010; 275 у 2002).
Національний склад:
- чуваші — 99 %